# Cnemidocarpa univesica
Cnemidocarpa univesica is een zakpijpensoort uit de familie van de Styelidae. De wetenschappelijke naam van de soort werd in 2011 voor het eerst geldig gepubliceerd door Françoise Monniot.